# Calzada Ignacio Zaragoza
La Calzada Ignacio Zaragoza es uno de los 6 radiales y una de las principales avenidas de la Ciudad de México que atraviesa la ciudad de centro a sur, siendo una salida principal a algunas avenidas de vía rápida en el oriente y sur-oriente de la ciudad. Históricamente se ha considerado como la salida por excelencia para ir a la ciudad de Puebla. Es la continuación de la Carretera Federal 150.

## Características
Esta avenida es de doble sentido y cuenta con varios nombres, siendo considerada un enlace directo al centro y al oriente de la ciudad, así como parte del denominado Eje Troncal Metropolitano que conecta San Lázaro con México-Puebla, usando gran parte de este eje.

### Calzada Ignacio Zaragoza (Avenida Ing. Eduardo Molina y Oceanía - Autopista México-Puebla)
El primer tramo de esta importante avenida se encuentra en los límites de la delegación Venustiano Carranza, Iztacalco y concluye en la alcaldía Iztapalapa y La Paz. La calzada cuenta con carriles centrales y laterales hasta llegar al famoso Caballo de Zaragoza, donde reduce su tamaño contando únicamente con una división delgada para ambos sentidos hasta llegar al entronque con la Avenida Ing. Eduardo Molina.